# Winterbourne Abbas
Winterbourne Abbas est une paroisse civile et un village du Dorset, en Angleterre.